# أرديان (شركة)
أرديان (سابقا أكسا للأسهم الخاصة) هي شركة استثمارية بالأسهم الخاصة مستقلة مقرها في فرنسا تأسست وتدار من قبل دومينيك سينيكير. وهي واحدة من أكبر صناديق الأسهم الخاصة التي تتخذ من أوروبا مقرا لها. تأسست الشركة في الأصل من قبل دومينيك سينيكير في عام 1996 باسم قسم الأسهم الخاصة لمجموعة أكسا ، لكنها حصلت لاحقا على استقلالها في عام 2013 ، وأعادت تسمية نفسها باسم أرديان.
اسم أرديان (أر・دي・آن) مستوحاة من اللغة الأوروبية القديمة التي 'هاردجان' يعني القوة والمتانة ، والجرأة. أرديان تدير أصولا بقيمة 150 مليار دولار أمريكي في أوروبا وأمريكا الشمالية وآسيا, ولديها خمسة عشر مكتبا (باريس ولندن وفرانكفورت وميلانو ومدريد وزيورخ ونيويورك وسان فرانسيسكو وبكين وسنغافورة وطوكيو وجيرسي ولوكسمبورغ وسانتياغو وسيول). تقدم الشركة صناديق الأموال والصناديق المباشرة والبنية التحتية والديون الخاصة والعقارات, وتدير محفظة مباشرة من أكثر من 150 شركة. يمتلك صندوق قطاعات الأموال التابع لها حصصًا في أكثر من 1500 صندوق. يشمل مستثمرو أرديان البالغ عددهم 880 مستثمراً من المؤسسات وصناديق الأموال, الجهات الحكومية، صناديق سيادية, مكاتب عائلية, صناديق التقاعد وشركات التأمين). وقد صنفت من قبل شركة الأسهم الخاصة الدولية الشركة كواحدة من أكبر الشركات من حيث المبلغ الذي تم جمعه من خلالها في الأسهم , وكان اسمها "شركة العام" 2013 من قبل القراء من مجلة الأسهم الخاصة الدولية.

## أنظر أيضاً
- فرولاكت